# Route magistrale 1 (Arménie)
Pour les articles homonymes, voir M1 et Route 1.
La route magistrale M1 (en arménien : Մ 1 ճանապարհ) est une route magistrale en Arménie.
Elle relie la capitale Erevan via Gyumri au poste frontière de Bavra-Ninotsminda à la frontière entre l'Arménie et la Géorgie,,

## Présentation
La route magistrale fait partie de la route européenne 691, qui relie la Route européenne 80 à Istanbul et à la Bulgarie.
La route commence à une sortie du périphérique d'Erevan (M5 ).
L'Arménie est un pays enclavé et la M1 donne accès à l' Europe et à la mer Noire via la Géorgie.
La route M1 est prolongée par la S-11 en Géorgie.
Les autres routes vers la Géorgie sont la M3 (E117) et la M6 (E001).

## Tracé
La route s'étend sur 173 kilomètres.
- Erevan Մ2 Մ5
- Erevan
- Proshyan
- Eghvard
- Achtarak Մ3
- Agarak
- Ujan
- Kosh
- Aruj
- Katnaghbyur
- Talin Մ9
- Mastara
- Lanjik
- Dzorakap
- Azatan
- Gjumri Մ7
- Mayisyan
- Torosgyugh
- Ashotsk
- Bavra
- Frontière Arménie  Géorgie[4]
- Ninotsminda